# Остін Паверс: Золотий орган
«Остін Паверс: Золотий орган» (англ. Austin Powers in Goldmember) — комедійний фільм, пародія на шпигунські трилери 1960-х років про Джеймса Бонда на фільм Голдфінгер.

## Зміст
Знаменитий англійський спецагент Найджел Пауерс, батько Остіна Паверса, у 1975 році був викрадений лиходієм Ґолдмембером (Золотим органом). І тепер вже в ХХІ столітті Остін, вирішивши допомогти батькові, заручається підтримкою свого давнього ворога Доктора Зло і за допомогою його машини часу вирушає у 1975 рік. Але незабаром Остін з'ясовує, що одержимий ідеєю захоплення світу Доктор Зло вступив у змову з мерзенним Голдмембером і також причетний до викрадення його батька. Разом зі своєю чарівною подругою Фоксі Клеопатрою Остин намагається викрити підступних змовників, виручити свого батька, а також врятувати світ від цих лиходіїв.

## Ролі
- Майк Маєрс — Остін Паверс / Доктор Зло / Жирний Покидьок / Голдмембер
- Бейонсе — Фоксі
- Майкл Йорк — Базіл Викривач
- Фред Севідж — Номер 3
- Роберт Вагнер — Номер 2
- Сет Грін — Скотт Зло, син Доктора Зло
- Верн Троєр — Мінні Мі
- Мінді Стерлінг — фрау Фарбіссіна
- Майкл Кейн — Найджел Паверс
- Діана Мізота — Сунь Ме
- Масі Ока — Японець-пішохід

### Камео
Зіграли вигадані версії самих себе:
- Том Круз
- Денні Девіто
- Гвінет Пелтроу
- Кевін Спейсі
- Стівен Спілберг
- Квінсі Джонс
- Джон Траволта
- Брітні Спірс
- Оззі Осборн
- Келлі Осборн
- Віллі Нельсон
- Натан Лейн

## Цікаві факти
- Танець Остіна разом з Брітні Спірс і обстановка є відсиланням до кліпу Майкла Джексона «Beat It».
- Пісня яку виконує Бейонсе при першій появі Голдмембера — рімейки на композиції гурту KC and the Sunshine Band «Shake Your Bootie» і «Thats The Way I like It».
- Назва клубу «69» є відсиланням до найпрестижнішого в Нью-Йорку диско-клубу «54».

## Нагороди
- 2003 — премія MTV Movie Awards в категорії «Кінонагорода MTV за найкращий фільм».
- 2003 — премія MTV Movie Awards в категорії «Найкращий лиходій» (Майк Майерс).